# Bagabag (Papua Nuova Guinea)
Bagabag (nota in passato come Rich Island) è un'isola vulcanica della Papua Nuova Guinea.

## Geografia
L'isola di Bagabag è un'isola vulcanica di forma quasi circolare con un diametro di circa 7 km, caratterizzata da una profonda insenatura, detta Baia del nuovo anno, nella parte meridionale. Situata a circa 50 km dalle coste nord-orientali di Papua Nuova Guinea al largo di Madang e a circa 23 km a sud-est dell'isola di Karkar.
Stratovulcano estinto con il cratere centrale ricoperto di foresta pluviale. Il clima è tropicale umido. È circondata da acque profonde fino a 1.000 metri.